# Werre
De Werre is een rivier in Duitsland die uitmondt in de Wezer. De rivier ontspringt in het Lipper Bergland om 72 km verderop bij Bad Oeynhausen in de Wezer uit te monden. De grootste rivieren die in de Werre uitmonden zijn de Bega en de Else. De rivier loopt door meerdere beschermde natuurgebieden.
Belangrijke plaatsen aan de rivier zijn o.a. Detmold en Herford.
Rond 1900 was de waterkwaliteit van de Werre nog goed, en zwom er nog veel vis, maar door de toename van de bevolking en industrialisering van het gebied, werd er steeds meer afvalwater op de Werre geloosd.

## Niet te verwarren met
De Werre is een andere rivier dan de Werra, die bij Hann. Münden met de Fulda samenvloeit tot de Weser.

## Geschiedenis
Tussen 1811 en 1815 was de Werre de grens met Frankrijk en het Koninkrijk Westfalen.
- Gemeinsame Normdatei: 4119064-6
- Virtual International Authority File: 242586338